# Campionato mondiale di roller derby 2014
Il campionato mondiale di roller derby del 2014, seconda edizione di tale competizione (World Cup), si è tenuto a Dallas, negli Stati Uniti d'America, dal 4 al 7 dicembre 2014 ed è stato vinto dagli Stati Uniti.

## Partecipanti
| Nazione           | Leghe di provenienza delle giocatrici |
| ----------------- | --- |
| Argentina         | |
| Australia         | |
| Belgio            | |
| Brasile           | |
| Canada            | |
| Cile              | |
| Colombia          | |
| Danimarca         | |
| Finlandia         | |
| Francia           | |
| Galles            | |
| Germania          | |
| Giappone          | |
| Grecia            | |
| Inghilterra       | |
| Indie Occidentali | |
| Irlanda           | |
| Italia            | Bloody Wheels Roller Derby, Harpies Roller Derby, Alp'n Rockers RollerDerby, She Wolves, Bear City Roller Derby, London Rockin' Rollers, Copenaghen Roller Derby |
| Messico           | |
| Norvegia          | |
| Nuova Zelanda     | |
| Paesi Bassi       | |
| Portogallo        | |
| Porto Rico        | |
| Scozia            | |
| Spagna            | |
| Stati Uniti       | |
| Sudafrica         | |
| Svezia            | |
| Svizzera          | |

## Gironi
Le prime 8 classificate del mondiale 2011 sono state inserite come teste di serie negli 8 gironi, tutte le altre sono state inserite nei gironi tramite sorteggio.
| Girone 1      | Girone 2   | Girone 3          | Girone 4  | Girone 5  | Girone 6    | Girone 7  | Girone 8    |
| ------------- | ---------- | ----------------- | --------- | --------- | ----------- | --------- | ----------- |
| Nuova Zelanda | Francia    | Svezia            | Finlandia | Australia | Inghilterra | Canada    | Stati Uniti |
| Norvegia      | Svizzera   | Indie Occidentali | Scozia    | Italia    | Germania    | Danimarca | Porto Rico  |
| Sudafrica     | Brasile    | Giappone          | Colombia  | Belgio    | Spagna      | Argentina | Paesi Bassi |
| Galles        | Portogallo | Cile              | Messico   | Grecia    | Irlanda     | -         | -           |

## Risultati e classifiche
Nelle tabelle: P.ti = Punti; % = Percentuale di vittorie; G = Incontri giocati; V = Vittorie; S = Sconfitte; PF = Punti fatti; PS = Punti subiti; DP = Differenza punti.

### Fase a gironi

#### Girone 1

##### Classifica
| Squadra       | G | V | S | PF  | PS  | DP   |
| ------------- | - | - | - | --- | --- | ---- |
| Nuova Zelanda | 3 | 3 | 0 | 783 | 130 | +653 |
| Norvegia      | 3 | 2 | 1 | 428 | 403 | +25  |
| Galles        | 3 | 1 | 2 | 365 | 497 | -132 |
| Sudafrica     | 3 | 0 | 3 | 188 | 734 | -546 |

##### Risultati
| Dallas 4 dicembre 2014, ore 9:00 Incontro 1 | Nuova Zelanda | 218 – 59 | Norvegia | Roll-Line Track |

| Dallas 4 dicembre 2014, ore 10:20 Incontro 4 | Sudafrica | 97 – 200 | Galles | Roll-Line Track |

| Dallas 4 dicembre 2014, ore 17:00 Incontro 20 | Nuova Zelanda | 315 – 11 | Sudafrica | Blood & Thunder Track |

| Dallas 4 dicembre 2014, ore 18:20 Incontro 23 | Norvegia | 150 – 105 | Galles | Blood & Thunder Track |

| Dallas 5 dicembre 2014, ore 10:20 Incontro 31 | Norvegia | 219 – 80 | Sudafrica | Roll-Line Track |

| Dallas 5 dicembre 2014, ore 11:40 Incontro 34 | Nuova Zelanda | 250 – 60 | Galles | Roll-Line Track |

#### Girone 2

##### Classifica
| Squadra    | G | V | S | PF  | PS  | DP   |
| ---------- | - | - | - | --- | --- | ---- |
| Francia    | 3 | 3 | 0 | 994 | 77  | +917 |
| Brasile    | 3 | 2 | 1 | 301 | 567 | -266 |
| Portogallo | 3 | 1 | 2 | 319 | 609 | -290 |
| Svizzera   | 3 | 0 | 3 | 267 | 628 | -361 |

##### Risultati
| Dallas 4 dicembre 2014, ore 11:40 Incontro 10 | Francia | 369 – 27 | Svizzera | Roll-Line Track |

| Dallas 4 dicembre 2014, ore 13:00 Incontro 13 | Brasile | 167 – 144 | Portogallo | Roll-Line Track |

| Dallas 4 dicembre 2014, ore 19:40 Incontro 25 | Francia | 315 – 14 | Brasile | Roll-Line Track |

| Dallas 4 dicembre 2014, ore 19:50 Incontro 27 | Svizzera | 132 – 139 | Portogallo |  |

| Dallas 5 dicembre 2014, ore 10:20 Incontro 32 | Svizzera | 108 – 120 | Brasile | Blood & Thunder Track |

| Dallas 5 dicembre 2014, ore 11:40 Incontro 35 | Francia | 310 – 36 | Portogallo | Blood & Thunder Track |

#### Girone 3

##### Classifica
| Squadra           | G | V | S | PF   | PS  | DP   |
| ----------------- | - | - | - | ---- | --- | ---- |
| Svezia            | 3 | 3 | 0 | 1074 | 80  | +994 |
| Indie Occidentali | 3 | 2 | 1 | 380  | 489 | -109 |
| Cile              | 3 | 1 | 2 | 435  | 453 | -18  |
| Giappone          | 3 | 0 | 3 | 123  | 990 | -867 |

##### Risultati
| Dallas 4 dicembre 2014, ore 14:20 Incontro 13 | Svezia | 319 – 41 | Indie Occidentali | Roll-Line Track |

| Dallas 4 dicembre 2014, ore 15:40 Incontro 16 | Giappone | 53 – 296 | Cile | Roll-Line Track |

| Dallas 4 dicembre 2014, ore 19:40 Incontro 26 | Svezia | 459 – 0 | Giappone | Blood & Thunder Track |

| Dallas 5 dicembre 2014, ore 10:30 Incontro 33 | Indie Occidentali | 235 – 70 | Giappone |  |

| Dallas 5 dicembre 2014, ore 11:50 Incontro 36 | Svezia | 296 – 39 | Cile |  |

| Dallas 5 dicembre 2014, ore 14:30 Incontro 42 | Indie Occidentali | 104 – 100 | Cile |  |

#### Girone 4

##### Classifica
| Squadra   | G | V | S | PF  | PS  | DP   |
| --------- | - | - | - | --- | --- | ---- |
| Finlandia | 3 | 3 | 0 | 686 | 148 | +538 |
| Scozia    | 3 | 2 | 1 | 515 | 224 | +291 |
| Colombia  | 3 | 1 | 2 | 248 | 553 | -305 |
| Messico   | 3 | 0 | 3 | 158 | 682 | -524 |

##### Risultati
| Dallas 4 dicembre 2014, ore 11:50 Incontro 9 | Finlandia | 248 – 32 | Colombia |  |

| Dallas 4 dicembre 2014, ore 13:10 Incontro 12 | Scozia | 207 – 45 | Messico |  |

| Dallas 4 dicembre 2014, ore 17:00 Incontro 19 | Finlandia | 126 – 78 | Scozia | Roll-Line Track |

| Dallas 4 dicembre 2014, ore 18:20 Incontro 22 | Colombia | 163 – 75 | Messico | Roll-Line Track |

| Dallas 5 dicembre 2014, ore 9:00 Incontro 28 | Finlandia | 312 – 38 | Messico | Roll-Line Track |

| Dallas 5 dicembre 2014, ore 13:00 Incontro 37 | Scozia | 230 – 53 | Colombia | Roll-Line Track |

#### Girone 5

##### Classifica
| Squadra   | G | V | S | PF   | PS  | DP    |
| --------- | - | - | - | ---- | --- | ----- |
| Australia | 3 | 3 | 0 | 1311 | 46  | +1265 |
| Belgio    | 3 | 2 | 1 | 471  | 531 | -60   |
| Grecia    | 3 | 1 | 2 | 238  | 705 | -467  |
| Italia    | 3 | 0 | 3 | 173  | 911 | -738  |

##### Risultati
| Dallas 4 dicembre 2014, ore 9:00 Incontro 2 | Australia | 513 – 5 | Italia | Blood & Thunder Track |

| Dallas 4 dicembre 2014, ore 10:20 Incontro 5 | Belgio | 174 – 96 | Grecia | Blood & Thunder Track |

| Dallas 4 dicembre 2014, ore 14:30 Incontro 15 | Australia | 349 – 24 | Belgio |  |

| Dallas 4 dicembre 2014, ore 15:50 Incontro 18 | Italia | 82 – 125 | Grecia |  |

| Dallas 5 dicembre 2014, ore 9:00 Incontro 29 | Australia | 449 – 17 | Grecia | Blood & Thunder Track |

| Dallas 5 dicembre 2014, ore 13:00 Incontro 38 | Italia | 86 – 273 | Belgio | Blood & Thunder Track |

#### Girone 6

##### Classifica
| Squadra     | G | V | S | PF  | PS  | DP   |
| ----------- | - | - | - | --- | --- | ---- |
| Inghilterra | 3 | 3 | 0 | 891 | 101 | +790 |
| Irlanda     | 3 | 2 | 1 | 395 | 532 | -137 |
| Germania    | 3 | 1 | 2 | 376 | 484 | -108 |
| Spagna      | 3 | 0 | 3 | 164 | 709 | -545 |

##### Risultati
| Dallas 4 dicembre 2014, ore 11:40 Incontro 8 | Inghilterra | 272 – 31 | Germania | Blood & Thunder Track |

| Dallas 4 dicembre 2014, ore 13:00 Incontro 11 | Spagna | 74 – 203 | Irlanda | Blood & Thunder Track |

| Dallas 4 dicembre 2014, ore 17:10 Incontro 21 | Inghilterra | 290 – 20 | Spagna |  |

| Dallas 4 dicembre 2014, ore 18:30 Incontro 24 | Germania | 129 – 142 | Irlanda |  |

| Dallas 5 dicembre 2014, ore 9:10 Incontro 32 | Inghilterra | 329 – 50 | Irlanda |  |

| Dallas 5 dicembre 2014, ore 13:10 Incontro 39 | Germania | 216 – 70 | Spagna | Blood & Thunder Track |

#### Girone 7

##### Classifica
| Squadra   | G | V | S | PF  | PS  | DP   |
| --------- | - | - | - | --- | --- | ---- |
| Canada    | 2 | 2 | 0 | 591 | 73  | +518 |
| Argentina | 2 | 1 | 1 | 252 | 375 | -123 |
| Danimarca | 2 | 0 | 2 | 108 | 503 | -395 |

##### Risultati
| Dallas 4 dicembre 2014, ore 9:10 Incontro 3 | Canada | 290 – 50 | Argentina |  |

| Dallas 4 dicembre 2014, ore 14:20 Incontro 14 | Canada | 301 – 23 | Danimarca | Blood & Thunder Track |

| Dallas 5 dicembre 2014, ore 14:20 Incontro 40 | Danimarca | 85 – 202 | Argentina | Roll-Line Track |

#### Girone 8

##### Classifica
| Squadra     | G | V | S | PF   | PS  | DP    |
| ----------- | - | - | - | ---- | --- | ----- |
| Stati Uniti | 2 | 2 | 0 | 1142 | 18  | +1124 |
| Paesi Bassi | 2 | 1 | 1 | 224  | 659 | -435  |
| Porto Rico  | 2 | 0 | 2 | 157  | 846 | -689  |

##### Risultati
| Dallas 4 dicembre 2014, ore 10:30 Incontro 6 | Stati Uniti | 505 – 15 | Paesi Bassi |  |

| Dallas 4 dicembre 2014, ore 15:40 Incontro 12 | Stati Uniti | 637 – 3 | Porto Rico | Blood & Thunder Track |

| Dallas 5 dicembre 2014, ore 14:20 Incontro 41 | Porto Rico | 154 – 209 | Paesi Bassi | Blood & Thunder Track |

### Incontri promozionali

#### Vagine Regime Expo Bout
| Dallas 5 dicembre 2014, ore 16:00 | Vagine Regime Pangina | 260 – 182 referto | Queerope | Big Tex Track |

#### Stars vs. Stripes
| Dallas 5 dicembre 2014, ore 18:00 | Team USA "Stars" | 134 – 129 | Team USA "Stripes" | Roll-Line Track |

### Fase a eliminazione diretta
Le prime due classificate di ogni girone si qualificano per la fase a eliminazione diretta, le terze partecipano alla fase di consolazione, mentre le quarte dei 6 gironi da quattro squadre sono eliminate.

#### Ottavi di finale
| Dallas 6 dicembre 2014, ore 9:00 Incontro 42 | Canada | 581 – 75 | Brasile | Roll-Line Track |

| Dallas 6 dicembre 2014, ore 9:00 Incontro 43 | Svezia | 303 – 133 | Irlanda | Blood & Thunder Track |

| Dallas 6 dicembre 2014, ore 11:00 Incontro 45 | Nuova Zelanda | 356 – 91 | Paesi Bassi | Roll-Line Track |

| Dallas 6 dicembre 2014, ore 11:00 Incontro 46 | Stati Uniti | 854 – 6 | Norvegia | Blood & Thunder Track |

| Dallas 6 dicembre 2014, ore 13:00 Incontro 48 | Francia | 162 – 205 | Argentina | Roll-Line Track |

| Dallas 6 dicembre 2014, ore 13:00 Incontro 49 | Finlandia | 383 – 124 | Belgio | Blood & Thunder Track |

| Dallas 6 dicembre 2014, ore 15:00 Incontro 51 | Australia | 464 – 35 | Scozia | Roll-Line Track |

| Dallas 6 dicembre 2014, ore 15:00 Incontro 52 | Inghilterra | 708 – 31 | Indie Occidentali | Blood & Thunder Track |

#### Quarti di finale
| Dallas 6 dicembre 2014, ore 17:00 Incontro 54 | Stati Uniti | 569 – 14 | Argentina | Roll-Line Track |

| Dallas 6 dicembre 2014, ore 17:00 Incontro 55 | Canada | 290 – 145 | Finlandia | Blood & Thunder Track |

| Dallas 6 dicembre 2014, ore 19:00 Incontro 57 | Inghilterra | 278 – 72 | Svezia | Roll-Line Track |

| Dallas 6 dicembre 2014, ore 19:00 Incontro 58 | Australia | 284 – 56 | Nuova Zelanda | Blood & Thunder Track |

#### Semifinali
| Dallas 7 dicembre 2014, ore 10:00 Incontro 60 | Stati Uniti | 259 – 54 | Australia | Blood & Thunder Track |

| Dallas 7 dicembre 2014, ore 12:00 Incontro 61 | Inghilterra | 156 – 112 | Canada | Blood & Thunder Track |

### Fase di consolazione
| Dallas 5 dicembre 2014, ore 16:00 Incontro 43 | Spagna | 227 – 143 | Sudafrica | Roll-Line Track |

| Dallas 5 dicembre 2014, ore 16:00 Incontro 44 | Colombia | 305 – 136 | Grecia | Blood & Thunder Track |

| Dallas 6 dicembre 2014, ore 9:10 Incontro 47 | Giappone | 114 – 278 | Messico | Big Tex Track |

| Dallas 6 dicembre 2014, ore 11:10 Incontro 50 | Svizzera | 136 – 193 | Italia | Big Tex Track |

| Dallas 6 dicembre 2014, ore 13:10 Incontro 53 | Galles | 395 – 75 | Porto Rico | Big Tex Track |

| Dallas 6 dicembre 2014, ore 15:10 Incontro 56 | Portogallo | 135 – 245 | Danimarca | Big Tex Track |

| Dallas 6 dicembre 2014, ore 17:10 Incontro 59 | Cile | 166 – 330 | Germania | Big Tex Track |

| Dallas 6 dicembre 2014, ore 19:10 Incontro 62 | Danimarca | 332 – 169 | Porto Rico | Big Tex Track |

| Dallas 6 dicembre 2014, ore 21:10 Incontro | Paesi Bassi | 308 – 189 | Sudafrica | Big Tex Track |

### Incontri promozionali

#### JRDA Junior Roller Derby Expo Bout
| Dallas 7 dicembre 2014, ore 14:00 | Team Blue | 199 – 197 referto | Team White |  |

#### All Stars Bout
| Dallas 7 dicembre 2014, ore 15:30 | Team Blood | 153 – 129 referto | Team Thunder |  |
| 1744 Turbonegra 90 FallWafal 16 Nanda 205 Endorfina 03 Lucky Ale 797 Miss Mane 93 Hooligan 2 Master Blaster 0 Kiki Urhaz 15 Jemerald 777 Vix Vendetta 111 Esther Arocha 8 Elo C Raptor Formazioni 18 Elina Ruhoranta 950 Thunder Bell 26 Sista Amawaz T34 Tank-U 77 Boyessen 3.14 Bloodrunner 16 Meli Pop Pins 111 Mackenzie AK47 Betty Bone Crusher 03 Thunder 99M Womanimal 7 Mort 5 Polly Filla |            | |              |  |
| |            | |              |  |
| 1744 Turbonegra 90 FallWafal 16 Nanda 205 Endorfina 03 Lucky Ale 797 Miss Mane 93 Hooligan 2 Master Blaster 0 Kiki Urhaz 15 Jemerald 777 Vix Vendetta 111 Esther Arocha 8 Elo C Raptor | Formazioni | 18 Elina Ruhoranta 950 Thunder Bell 26 Sista Amawaz T34 Tank-U 77 Boyessen 3.14 Bloodrunner 16 Meli Pop Pins 111 Mackenzie AK47 Betty Bone Crusher 03 Thunder 99M Womanimal 7 Mort 5 Polly Filla |              |  |

### Finali

#### Finale 3º-4º posto
| Dallas 7 dicembre 2014 | Australia | 197 – 128 | Canada |  |

#### Finale
| Dallas 7 dicembre 2014 | Stati Uniti | 219 – 105 | Inghilterra |  |

## Classifica finale
I criteri di inserimento in classifica delle squadre sono stati i seguenti:
- 1º - 4º posto: risultati delle finali
- 5º - 8º posto: differenza punti nelle partite dei quarti di finale
- 9º - 16º posto: differenza punti nelle partite degli ottavi di finale
- 17º - 30º posto: percentuale vinte/perse e a seguire risultati del bout di consolazione e del bout nel girone contro l'altra squadra non qualificata agli ottavi di finale (non è stato considerato l'incontro Paesi Bassi - Sudafrica)

| Pos.    | Squadra           | %     | G | V | S | PF   | PS   | DP    | TB   |
| ------- | ----------------- | ----- | - | - | - | ---- | ---- | ----- | ---- |
| Oro     | Stati Uniti       | 1.000 | 6 | 6 | 0 | 2943 | 197  | +2746 |      |
| Argento | Inghilterra       | .857  | 7 | 6 | 1 | 2138 | 535  | +1603 |      |
| Bronzo  | Australia         | .857  | 7 | 6 | 1 | 2310 | 524  | +1786 |      |
| 4       | Canada            | .667  | 6 | 4 | 2 | 1702 | 646  | +1056 |      |
| 5       | Finlandia         | .800  | 5 | 4 | 1 | 1214 | 562  | +652  | -145 |
| 6       | Nuova Zelanda     | .800  | 5 | 4 | 1 | 1195 | 505  | +690  | -228 |
| 7       | Svezia            | .800  | 5 | 4 | 1 | 1449 | 491  | +958  | -206 |
| 8       | Argentina         | .500  | 4 | 2 | 2 | 471  | 1106 | -635  | -555 |
| 9       | Francia           | .750  | 4 | 3 | 1 | 1156 | 282  | +874  | -43  |
| 10      | Irlanda           | .500  | 4 | 2 | 2 | 528  | 835  | -307  | -170 |
| 11      | Belgio            | .500  | 4 | 2 | 2 | 595  | 914  | -319  | -259 |
| 12      | Paesi Bassi       | .500  | 4 | 2 | 2 | 623  | 1204 | -581  | -265 |
| 13      | Scozia            | .500  | 4 | 2 | 2 | 550  | 688  | -138  | -429 |
| 14      | Brasile           | .500  | 4 | 2 | 2 | 376  | 1148 | -772  | -506 |
| 15      | Indie Occidentali | .500  | 4 | 2 | 2 | 411  | 1197 | -786  | -677 |
| 16      | Norvegia          | .500  | 4 | 2 | 2 | 434  | 1257 | -823  | -848 |
| 17      | Galles            | .500  | 4 | 2 | 2 | 760  | 572  | +188  | +423 |
| 18      | Germania          | .500  | 4 | 2 | 2 | 706  | 650  | +56   | +310 |
| 19      | Danimarca         | .500  | 4 | 2 | 2 | 685  | 907  | -222  | +273 |
| 20      | Colombia          | .500  | 4 | 2 | 2 | 553  | 689  | -136  | +257 |
| 21      | Messico           | .250  | 4 | 1 | 3 | 436  | 796  | -360  | +76  |
| 22      | Cile              | .250  | 4 | 1 | 3 | 599  | 783  | -184  | +79  |
| 23      | Italia            | .250  | 4 | 1 | 3 | 366  | 1047 | -681  | +14  |
| 24      | Spagna            | .250  | 4 | 1 | 3 | 391  | 852  | -461  | -62  |
| 25      | Portogallo        | .250  | 4 | 1 | 3 | 454  | 854  | -400  | -103 |
| 26      | Grecia            | .250  | 4 | 1 | 3 | 374  | 1010 | -636  | -126 |
| 27      | Svizzera          | .000  | 4 | 0 | 4 | 403  | 921  | -518  | -64  |
| 28      | Sudafrica         | .000  | 4 | 0 | 4 | 331  | 961  | -630  | -187 |
| 29      | Giappone          | .000  | 4 | 0 | 4 | 237  | 1268 | -1031 | -407 |
| 30      | Porto Rico        | .000  | 4 | 0 | 4 | 401  | 1573 | -1172 | -483 |

## Campione
| Campione del Mondo 2014 Stati Uniti (2º titolo) |